# Саадамио
Саадамио (груз. საადამიო) — село в Грузии, на территории Сенакского муниципалитета края (мхаре) Самегрело-Верхняя Сванетия.

## География
Село находится в западной части Грузии, к востоку от реки Циви (правый приток Риони), на расстоянии приблизительно 4 километров (по прямой) к северу от города Сенаки, административного центра муниципалитета. Абсолютная высота — 132 метра над уровнем моря.

## Население
По результатам официальной переписи населения 2014 года в Саадамио проживал 121 человек (68 мужчин и 53 женщины). В национальной структуре населения грузины составляли 100 %.
| Год  | Население, человек |
| ---- | ------------------ |
| 2002 | 189                |
| 2014 | ↘ 121              |